# Рычаги
«Рычаги́» — рассказ советского русского писателя Александра Яшина, написанный в 1955 году и впервые опубликованный в 1956 году в альманахе «Литературная Москва». Рассказ вызвал широкий резонанс в советском обществе и литературной критике 1950-х годов; после публикации в альманахе он не переиздавался в СССР более тридцати лет и не был включён в посмертное трёхтомное собрание сочинений Яшина, выходившее в 1984—1986 годах. Повторная публикация в СССР состоялась лишь в 1988 году.

## Издания
Первое издание
- Яшин А. Я. Рычаги // Литературная Москва : литературно-художественный сборник московских писателей. — Сборник второй. — М. : Гослитиздат, 1956. — С. 502—513. — 75 000 экз.

Зарубежное издание
- Яшин А. Я. Рычаги : рассказ. — London : Flegon press, 1965. — 24 с.

Издания времён Перестройки
- Яшин А. Я. Рычаги // Антология русского советского рассказа : (50-е годы) / сост. А. П. Ланщиков. — М. : Современник, 1988. — 621 с. — (Сельская библиотека Нечерноземья). — 200 000 экз.
- Яшин А. Я. Рычаги // Набат сердца : рассказы, повести, роман : [антология] / сост. В. Пелихов. — М. : Молодая гвардия, 1988. — 493 с. — 200 000 экз. — ISBN 5-235-00164-8.
- Яшин А. Я. Рычаги // Дорогой ценой... : писатели о русском крестьянстве середины XX века : [антология] / сост. Ю. Н. Сенчуров. — М. : Современник, 1989. — 410 с. — 200 000 экз. — ISBN 5-270-00361-9.
- Яшин А. Я. Рычаги // Мой лучший рассказ : 40—50-е годы : [антология] / сост. В. Васильев. — М. : Современник, 1989. — 654 с. — 100 000 экз. — ISBN 5-270-00422-4.
- Яшин А. Я. Рычаги // Оттепель : 1953—1956 : страницы русской советской литературы : [антология] / сост. С. И. Чупринин. — М. : Московский рабочий, 1989. — 479 с. — 50 000 экз. — ISBN 5-239-00694-6.
- Рычаги // Яшин А. Земляки : Повести. Рассказы. Маленькие рассказы. Из дневника писателя / сост. З. К. Попова-Яшина, Н. А. Попова-Яшина. — М. : Современник, 1989. — С. 301—313. — 100 000 экз. — ISBN 5-270-00444-5..